# Worlds End (2024)
L'édition 2024 de Worlds End est un Pay-per-view de catch (lutte professionnelle) produit par la All Elite Wrestling. L'événement a eu lieu le 28 décembre 2024 à l'Addition Financial Arena à Orlando (Floride). Il s'agit de la seconde édition de Worlds End.

## Production
Le 25 novembre 2023, la All Elite Wrestling annonce la création d'un Pay-per-view intitulé Worlds End qui accueille la finale du tout premier tournoi AEW Continental Classic pour inaugurer le premier champion Continental de l'histoire. Plus tard dans la soirée, il est annoncé que la première édition du Pay-per-view aura lieu le 30 décembre au Nassau Veterans Memorial Coliseum à Uniondale, dans le quartier de Long Island à New York.
Le 11 avril 2024, la compagnie annonce que la seconde édition du Pay-per-view aura lieu le 28 décembre à l'Addition Financial Arena à Orlando (Floride),.

## Contexte
Les spectacles de la All Elite Wrestling (AEW) sont constitués de matchs aux résultats prédéterminés par les scénaristes de la AEW. Ces rencontres sont justifiées par des storylines – une rivalité entre catcheurs, la plupart du temps – ou par des qualifications survenues dans les shows de la AEW tels que Dynamite, Collision et Rampage. Tous les catcheurs possèdent un gimmick, c'est-à-dire qu'ils incarnent un personnage gentil (Face) ou méchant (Heel), qui évolue au fil des rencontres. Un événement comme Worlds End est donc un événement tournant pour les différentes storylines en cours.

### Kōnosuke Takeshita (c) contre Powerhouse Hobbs
Le 6 novembre à Dynamite, Powerhouse Hobbs fait son retour de blessure après 6 mois d'absence en tant que Face, devient le partenaire mystère de Ricochet et ensemble, les deux catcheurs battent Kōnosuke Takeshita et Kyle Fletcher. Dix-sept soirs plus tard à Full Gear, le catcheur japonais, actuel champion International, conserve son titre en prenant sa revanche sur son second précédent adversaire. Le 14 décembre à Collision: Winter is Coming, Don Callis, le leader et manager du clan familial à son nom, annonce lui-même que son protégé mettra sa ceinture en jeu contre celui qui a officiellement quitté sa famille au PPV.

### "The Glamour" Mariah May (c) contre Thunder Rosa
Le 23 novembre à Full Gear, Mariah May, la championne du monde, met officiellement fin à son alliance avec Mina Shirakawa, car pendant sa célébration avec la catcheuse japonaise, elle tente d'attaquer cette dernière avec la chaussure à talon, mais son ancienne amie lui porte un Spear et la fait passer à travers une table. Le 11 décembre à Dynamite: Winter is Coming, elle conserve son titre en battant son ex-partenaire. Trois soirs plus tard à Collision: Winter is Coming, Thunder Rosa la défie pour sa ceinture au PPV.

### MJF (c) contre Adam Cole
Le 23 novembre à Full Gear, MJF bat Roderick Strong par soumission. Quatre soirs plus tard à Dynamite, Adam Cole et Kyle O'Reilly annoncent leurs participations à la Battle Royal pour la bague en diamant du premier catcheur. La semaine suivante à Dynamite, les deux derniers catcheurs remportent la stipulation en éliminant en derniers Brian Cage et Lance Archer, puis il est annoncé qu'ils doivent s'affronter la semaine prochaine pour déterminer le futur adversaire de MJF au PPV. Le 11 décembre à Dynamite: Winter is Coming, Adam Cole bat Kyle O'Reilly et devient l'adversaire de son ancien partenaire en équipe au PPV.

### Jon Moxley (c) contre "Hangman" Adam Page contre Jay White contre Orange Cassidy
Le 23 novembre à Full Gear, Jon Moxley, le champion du monde, conserve son titre en battant Orange Cassidy. Le 11 décembre à Dynamite: Winter is Coming, Jay White et l'ancien double champion International perdent face à PAC et le leader des Death Riders par disqualification, car "Hangman" Adam Page intervient dans la rencontre et attaque le quadruple champion du monde. Les trois catcheurs s'agressent mutuellement, puis se font attaquer par le groupe. Un peu plus tard, Jon Moxley annonce lui-même mettre son titre en jeu dans un 4-Way match contre ses trois adversaires au PPV.

## Tableau des matchs
| Ordre par numéros | Résultat | Stipulation(s)                                                                                 | Temps |
| --- | --- | ---------------------------------------------------------------------------------------------- | ----- |
| 1P | Toni Storm bat Leila Grey, | Match simple,                                                                                  | 6:50  |
| 2P | Jeff Jarrett bat QT Marshall, | Match simple,                                                                                  | 9:25  |
| 3P | Lio Rush, Action Andretti et Murder Machines (Brian Cage et Lance Archer) battent The Outrunners (Truth Magnum et Turbo Floyd) et Top Flight (Darius et Dante Martin), | 8-Man Tag Team match,                                                                          | 10:50 |
| 4 | Will Ospreay bat Kyle Fletcher, | Match simple - Demi-finale du tournoi AEW Continental Classic,                                 | 16:20 |
| 5 | Kazuchika Okada (c) bat Ricochet, | Match simple - Demi-finale du tournoi AEW Continental Classic,                                 | 13:00 |
| 6 | "The Glamour" Mariah May (c) bat Thunder Rosa, | Tijuana Street Fight match pour le AEW Women's World Championship,                             | 13:10 |
| 7 | MJF (c) bat Adam Cole, | Match simple pour la Dynamite Dozen Diamond Ring,                                              | 14:35 |
| 8 | Kōnosuke Takeshita (c) bat Powerhouse Hobbs, | Match simple pour le AEW International Championship,                                           | 16:30 |
| 9 | Mercedes Moné (c) bat Kris Statlander, | Match simple pour le AEW TBS Championship,                                                     | 24:35 |
| 10 | Kazuchika Okada (c) bat Will Ospreay, | Match simple - Finale du tournoi AEW Continental Classic pour le AEW Continental Championship, | 19:15 |
| 11 | Jon Moxley (c) (avec Marina Shafir) bat Jay White, "Hangman" Adam Page et Orange Cassidy,                                                                              | 4-Way match pour le AEW World Championship,                                                    | 17:00 |
| La lettre C placée entre parenthèses désigne la personne ou l’équipe championne en titre. P – indique que le match a eu lieu lors du pré-show | |                                                                                                |       |

## Déroulement du tournoiAEW Continental Classic
Le tournoi AEW Continental Classic, annoncé par Tony Khan, est un tournoi Round Robin qui se compose de deux groupes de six catcheurs: la Ligue Bleue et la Ligue Or. Dans chaque groupe, les 6 combattants s'affrontent dans des matchs simples d'une durée de 20 minutes, et les deux premiers à avoir accumulé le plus de points seront qualifiés pour les demi-finales. Comme dans un match de football, un catcheur obtient 3 points pour une victoire (par tombé, soumission, disqualification ou décompte extérieur), 1 point pour un nul (fin du temps imparti, double tombé, double soumission, double disqualification ou double décompte extérieur) et 0 point pour une défaite. Pendant un match, personne ne peut intervenir. Les deux demi-finales et la finale se dérouleront lors du PPV et le gagnant du tournoi deviendra le nouveau champion Continental,.
|  | Qualifiés pour les demi-finales |

| Blue League         | Blue League | Gold League        | Gold League |
| ------------------- | ----------- | ------------------ | ----------- |
| Kyle Fletcher       | 12          | Ricochet           | 10          |
| Kazuchika Okada (c) | 10          | Will Ospreay       | 9           |
| Mark Briscoe        | 9           | Claudio Castagnoli | 9           |
| Daniel Garcia       | 7           | Darby Allin        | 7           |
| Shelton Benjamin    | 6           | Brody King         | 6           |
| The Beast Mortos    | 0           | Komander           | 3           |